# Baryphyma gowerense
Baryphyma gowerense là một loài nhện trong họ Linyphiidae.
Loài này thuộc chi Baryphyma. Baryphyma gowerense được George Hazelwood Locket miêu tả năm 1965.